# Erminia Caudana
(Silvio Curto)
Erminia Caudana (Torino, 6 aprile 1896 – Torino, 5 gennaio 1974) è stata una restauratrice italiana, specializzata in restauro di supporti cartacei e tessili.

## Biografia
Appena quattordicenne entra come allieva nel laboratorio di restauro della biblioteca nazionale di Torino diretto da Carlo Marrè, già restauratore della biblioteca Vaticana, mandato a Torino nel 1904 per recuperare importanti volumi e manoscritti di estrema rarità e valore semidistrutti dall'incendio che aveva devastato la biblioteca nella notte tra il 25 e il 26 gennaio. Marrè, per salvare il salvabile, aveva allestito il laboratorio all'interno dell'Istituto di materia medica dell'Università in via Po, in collaborazione con il direttore Piero Giacosa. 

Erminia, grazie a loro, diventa un'abile restauratrice di pergamene e codici.
Nel 1921 dà prova della sua competenza a Roma, presso la biblioteca nazionale centrale in occasione del restauro di importanti manoscritti Sessoriani. Torna a Torino l'anno seguente per assumere la direzione del laboratorio in sostituzione di Marrè, deceduto nel 1918. 

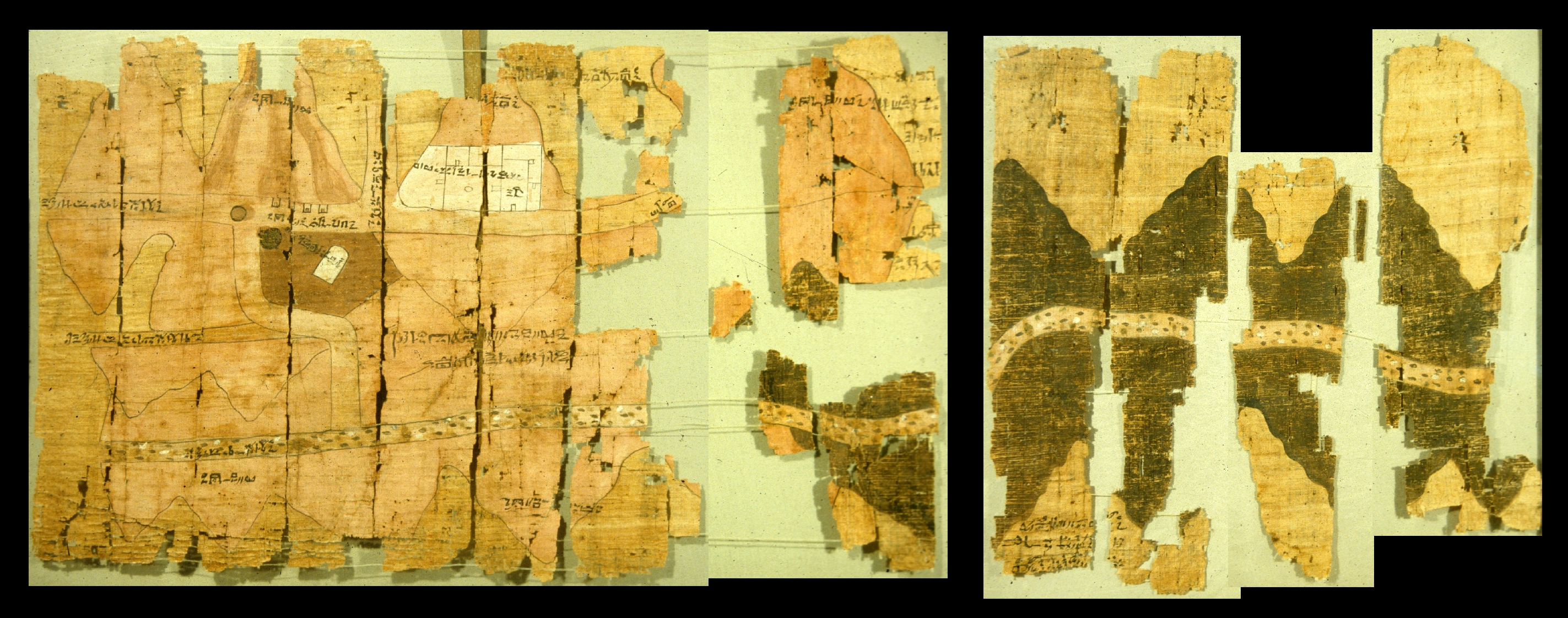
Papiro delle miniere (metà sinistra)

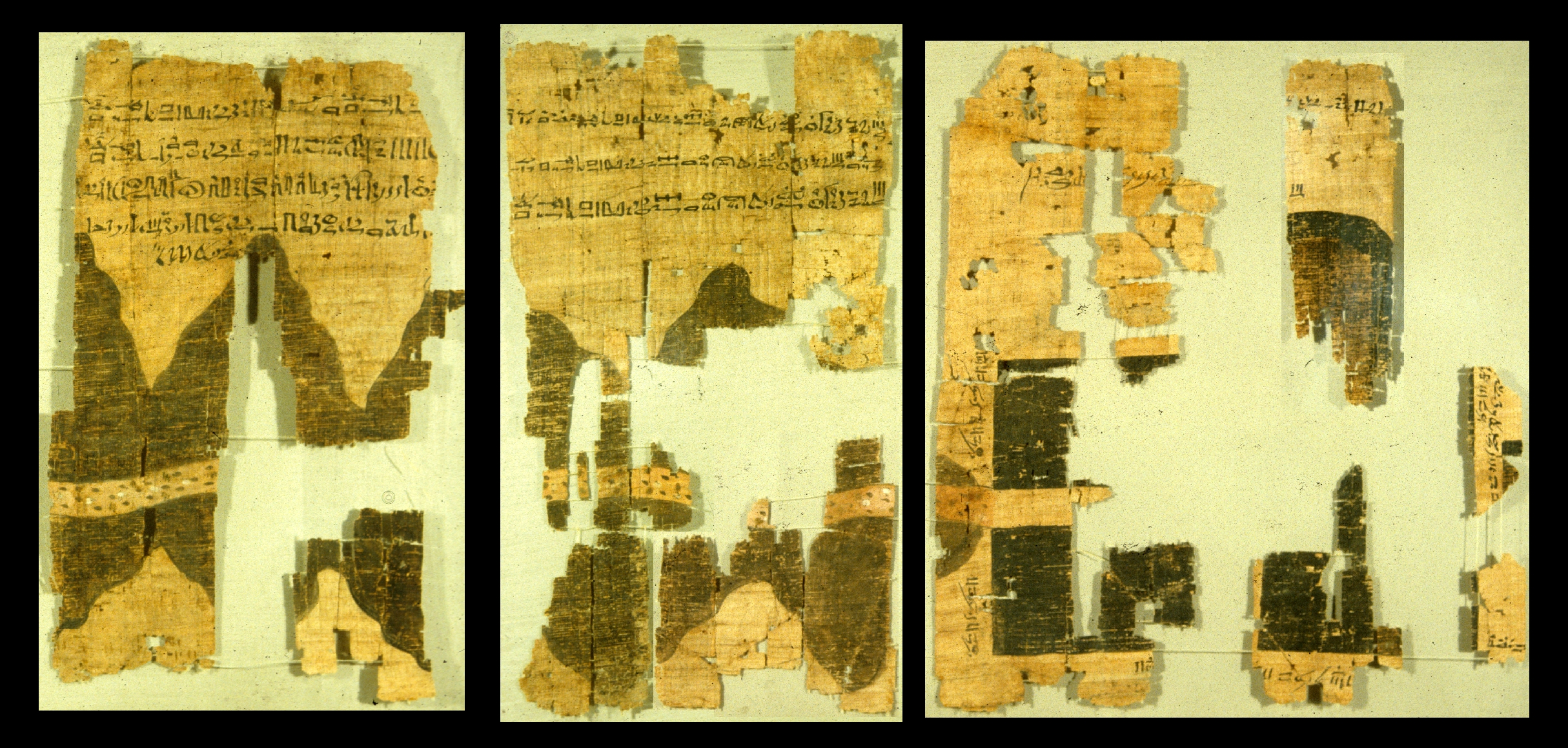
Papiro delle miniere (metà destra)

### Al Museo Egizio di Torino
Nel 1929 inizia la collaborazione con il Museo Egizio sotto la direzione di Giulio Farina, chiamato a sostituire il compianto Ernesto Schiaparelli. Per tutti gli anni trenta Erminia si occupa prevalentemente del restauro dei papiri della collezione Drovetti, tra questi il preziosissimo Papiro dei Re trovato nel 1822, giunto a Torino frammentato in circa 400 pezzi; il manoscritto riporta la cronologia di tutti i faraoni fino a Ramesse II.
Dal 1935 il laboratorio di restauro si trasferisce nei locali del Museo Egizio, al primo piano del palazzo Accademia delle Scienze. In un'unica stanza piena di tavoli e armadi, Erminia lavora a stretto contatto con vari egittologi: dopo il Farina si alternano Ernesto Scamuzzi, Silvio Curto, Giuseppe Botti, Alan Gardiner, Jaroslav Černý, L.E.S. Edwards, ecc. Dopo il Papiro Regio, si dedica al restauro di altri manoscritti del museo come il papiro delle miniere, il papiro con la pianta della tomba di Ramesse IV, il Giornale della Necropoli di Deir el-Medina, il libro dei morti di Kha e l'archivio demotico di Deir el-Medina.
Nel 1937 Erminia viene chiamata direttamente a Il Cairo per prestare soccorso ai papiri frutto di una campagna di scavo condotta dal Farina che aveva portato in luce un archivio dell'Antico Regno, una cassetta con dodici rotoli di papiro risalenti al 2543-2435 a. C., particolarmente preziosi perché molto rari in quel periodo. Nonostante siano integri dopo ben 46 secoli, per Erminia non è facile svolgerli fuori dal suo laboratorio, pertanto imballa il delicatissimo materiale e lo invia a Torino per restaurarlo con le adeguate strumentazioni; il tutto verrà poi restituito all'Egitto che non ne aveva consentito la cessione.
Il Farina le affida anche il restauro di una lunga tela predinastica dipinta ad arazzo, trovata a el-Gebelén nel 1930, piegata sul fianco di una mummia sepolta nella necropoli preistorica di Al-gherèra.

### A Firenze
Nel 1935 viene chiamata a Firenze dal demotista Giuseppe Botti che aveva avuto l'incarico di restaurare e tradurre numerosi papiri provenienti da corredi funebri frutto delle campagne di scavo del 1828 e 1829 a Tebtynis. 

8685 oggetti egizi, prima conservati nella galleria degli Uffizi e poi nel Cenacolo di Fuligno, giunsero al Museo archeologico in attesa di ordinamento; comprendevano 29 papiri in scrittura geroglifica, ieratica, demotica, copta e greca, alcuni frammentati in minutissime dimensioni. Erminia restaura inoltre antiche stoffe copte facenti parte di una collezione posseduta dal Museo egizio fiorentino, acquistate dal Ministero della pubblica istruzione nel 1951.

La collaborazione con Firenze si protrarrà fino al 1951.

### Gli ultimi anni
Altri papiri da lei ricomposti e resi leggibili sono quelli di Bologna, Cortona e uno di Copenaghen. Pur curando i papiri a tempo pieno, non tralascia di ridare vita a codici miniati della biblioteca nazionale di Torino, alle carte leonardesche della Biblioteca Reale, agli arredi sacri della Galleria Sabauda, a documenti di Girolamo Tiraboschi e, fuori Torino, alle lettere del Bellini del Conservatorio di San Pietro a Maiella.
Svolge la propria attività ininterrottamente per 59 anni, rinunciando ad una vita propria. Lavora sola fino al 1951, quando decide di farsi affiancare dal nipote Amerigo Bruna, il quale, dopo la sua morte nel 1974, continuerà il lavoro con pari abilità.

## La tecnica
Erminia non rivelò mai chiaramente i segreti della sua arte; rispondendo a insistenti domande si limitava a dire che: